# George Kobayashi
George Kobayashi (São Paulo, 29 novembre 1947) è un ex calciatore giapponese, di ruolo centrocampista.

## Statistiche

### Presenze e reti nei club
| Stagione | Squadra       | Campionato | Campionato | Campionato |
| Stagione | Squadra       | Comp       | Pres       | Reti       |
| -------- | ------------- | ---------- | ---------- | ---------- |
| 1971     | Yanmar Diesel | JSL        | 9          | ?          |
| 1972     | Yanmar Diesel | JSL1       | ?          | ?          |
| 1973     | Yanmar Diesel | JSL1       | ?          | ?          |
| 1974     | Yanmar Diesel | JSL1       | 17         | ?          |
| 1975     | Yanmar Diesel | JSL1       | 18         | ?          |
| 1976     | Yanmar Diesel | JSL1       | ?          | ?          |
|          | Totale        |            | 92         | 7          |

## Palmarès

### Club

#### Competizioni nazionali
- Japan Soccer League: 1

Yanmar Diesel: 1971